# 埃佩尔奈站
埃佩尔奈站是法国的一个铁路车站，位于法國东北部城市埃佩尔奈。

## 位置
埃佩尔奈站位于埃佩尔奈市区偏北部，车站呈东西走向，开口朝南。埃佩尔奈曾为法国重要的铁路交通枢纽之一，是巴黎前往兰斯、南锡、斯特拉斯堡等城市的必经之路。但自2007年法国高速铁路东线（LGV Est）通车以来，途径埃佩尔奈站的客运列车数量已大幅减少。

## 停靠线路
以下列车线路在埃佩尔奈站停靠：
| 埃佩尔奈站列车线路表                 |              |                   |             |              |
| 线路                                 | 车种         | 上一站            | 下一站      | 大致运行频率 |
| 巴黎—香槟沙隆/巴勒迪克/圣迪济耶      | 法国大区列车 | 沙托蒂耶里/多尔芒 | 香槟沙隆    | 每天9趟左右  |
| 埃佩尔奈—兰斯                        | 法国大区列车 | （起点）          | 埃伊/里伊山 | 每天10趟左右 |
| 兰斯/埃佩尔奈—香槟沙隆/南锡/吕内维尔 | 法国大区列车 | 里伊山/埃伊       | 香槟沙隆    | 每天4趟左右  |
| 埃佩尔奈—梅斯                        | 法国大区列车 | （起点）          | 香槟沙隆    | 每天1趟左右  |
| 1. 2.                                |              |                   |             |              |

## 配套交通

### 城际客运
| 停靠埃佩尔奈站的大巴车 |                |                                                                    |
| 上下车地点             | 运营单位       | 主要目的地                                                         |
| 埃佩尔奈站正门西侧     | 马恩省城际客运 | 费尔尚庞瓦斯                                                       |
| 埃佩尔奈站正门西侧     | SNCF           | 当某条铁路线施工或罢工时，SNCF可能会提供途径该线路沿途站点的大巴车 |
| 1. 2. 3.               |                |                                                                    |

### 市内交通
| 埃佩尔奈站附近的公交线路 |                    |                                                     |
| 公交车站名称             | 位置               | 停靠线路                                            |
| Gare Routière            | 埃佩尔奈站正门西侧 | 市区公交1~6路和所有的郊区线路（页面存档备份，存于） |
| 1.                       |                    |                                                     |

## 临近车站
| 埃佩尔奈站（Gare d'Épernay）   |                      |            |
| 上行车站                       | 线路                 | 下行车站   |
| 多尔芒站                       | 巴黎－斯特拉斯堡铁路 | 香槟沙隆站 |
| （起点）                       | 埃佩尔奈－兰斯铁路   | 埃伊站     |
| - 本表仅显示运营中的线路及车站 |                      |            |